# Harry J. Malony
Harry James Malony, né le 24 août 1888 à Lakemont dans la ville de Starkey (Comté de Yates, État de New York) et mort le 23 mars 1971, est un major-général de l'armée des États-Unis.

## Récompenses et distinctions
Médailles américaines :
- Army Distinguished Service Medal
- Silver Star
- Bronze Star
- Commendation Medal
- Mexican Border Service Medal
- Médaille interalliée 1914-1918
- American Defense Service Medal
- American Campaign Medal
- European-African-Middle Eastern Campaign Medal
- World War II Victory Medal

Médailles étrangères :
| Décoration                                                  | Ruban | Observations |
| ----------------------------------------------------------- | ----- | ------------ |
| Officier de la Légion d'honneur (France)                    |       |              |
| Chevalier de l'Ordre de l'Étoile noire (Colonie du Dahomey) |       |              |
| Croix de guerre 1939-1945 (France)                          |       | Avec palme   |